# Nemzeti Sportrádió
Nemzeti Sportrádió (Nationales Sportradio) ist einer von neun staatlichen ungarischen Hörfunksendern, die von der Gesellschaft Duna Média betrieben werden. Der Programmschwerpunkt des Senders ist Sport. Der Sitz des Senders befindet sich in der Kunigunda útja 64 im III. Bezirk der ungarischen Hauptstadt Budapest und hat Mitte Juni 2024 seinen Betrieb aufgenommen.

## Programm
Folgende Sendungen finden sich im Programm (2024) von Nemzeti Sportrádió:
- Asszó / Csónakház
- A víz összeköt
- Bajnokok
- Dupla 10-es
- Gurulj be lassítva is!
- Hárompontos
- Hazafutás
- Játékoskijáró
- Körkapcsolás
- Lépd át a lehetetlent! / Svédcsavar
- 40x20
- Nemzeti Sportkrónika
- Sportdélelőtt
- Sportolók slágerlistája
- Sportreggel
- Sportvilág
- Visszajátszás

## Moderatoren
Folgende Moderatoren arbeiten (2024) bei Nemzeti Sportrádió:
- Emil Bittmann
- Zsuzsa Csisztu
- Zsolt Göbölyös
- Levente Harsányi
- Renáta Lódi
- Zoltán Novotny
- Éva Risztov
- Zoltán Szécsi
- Tibor Szegő
- Tamás Vásárhelyi
- István Zoltán Vass

## Empfang
Der Sender ist seit dem 14. Juni 2024 über Ultrakurzwelle im Bereich der ungarischen Hauptstadt Budapest und im Komitat Pest sowie als Internetradio zu hören.